# Mordellistena psammophila
Mordellistena psammophila es una especie de coleóptero de la familia Mordellidae.

## Distribución geográfica
Habita en Sahara.